# Jehoeda Hanassi
Rabbi Jehoeda Hanassi, Jehoeda Hanassi of Jehoeda de Vorst (ca. 135 - ca. 200) was een zogenaamde rabbi en nassi ('nassi' kan zowel patriarch, president als prins betekenen).
Hij was de zoon van Sjimon ben Gamaliël II en was de laatste van de reeks Tannaïem (leraren, schriftgeleerden) die vanaf het begin van de eerste eeuw na Chr. bestonden. Hij kwam uit een rijke, machtige familie die hem een algemene opleiding liet volgen. Zo kende hij onder meer Grieks en onderhield vriendschappelijke betrekkingen met de Romeinen. In het bijzonder onderhield hij contact met keizer Antoninus Pius en een aantal van de tussen hen gevoerde dialogen is bewaard gebleven. Hij had genoot gezag onder de joden in Palestina en in Babylon en handhaafde het gezag van het patriarchaat met strenge hand. 
Tot zijn tijd hadden alle leerscholen hun eigen verzameling mondelinge uitspraken, tradities en wetsbepalingen als aanvulling op de geschreven Thora. Hij voegde al deze tradities (misjnajot) samen tot één geheel, later dé Misjna genoemd. In de Talmoed heet hij "onze heilige leraar" of "onze rabbi". In de 3e eeuw is de indeling van Rabbi Jehoeda op schrift gesteld en stimuleerde de discussie over halachische thema's met de vaak strijdige opvattingen van rabbijnen uit vroeger eeuwen als uitgangspunt.